# Multidimensionnalité
 (novembre 2008).
Si vous disposez d'ouvrages ou d'articles de référence ou si vous connaissez des sites web de qualité traitant du thème abordé ici, merci de compléter l'article en donnant les références utiles à sa vérifiabilité et en les liant à la section « Notes et références ».
Pour une recherche - doctorale ou autre - le chercheur peut être amené à cibler son travail sur une seule dimension de son objet de recherche - qui est alors monodimensionnel - ou sur plusieurs dimensions - multidimensionnalité.  
Dans les approches disciplinaires de l'hypermodernité – systémologie, etc. – le chercheur s'attache à explorer la complexité de son objet - l’homme, la nature, etc.
Il s’agit non pas de prendre en compte toutes les dimensions de l’objet étudié mais de construire un objet de recherche complexe qui articule un nombre suffisant de dimensions pour permettre l’émergence de connaissances nouvelles.
Certaines disciplines sont - dès leur création dans un système universitaire - amenées à considérer de multiples dimensions de leur objet. Ce sont en particulier les sciences de l'information et de la communication, les sciences de l'éducation et les sciences infirmières. 

## Sources
Renaud Gilbert Éclatement du social et multidimensionnalité de l’être-ensemble International Review of Community Development
Numéro 20, Automne, 1988, p. 11–22  Numéro 20, automne 1988 Des recompositions du social éclaté
Ticca, A., Traverso, V. & Ursi, B. (2017). Multidimensionnalité, indexicalité et temporalité(s) : le cas de tout à l’heure. Langue française, 193,(1), 57-76. doi:10.3917/lf.193.0057.
Le mot multidimensionnalité est présent dans environ 10 000 documents de l'index Google (décembre 2008).
De nombreux auteurs ont donc produit différentes élaborations en particulier :
- Gilles Allaire et Thierry Dupeuble
- Jacques Ardoino
- Casemajor-Lusteau
- André Lemelin
- Edgar Morin
- Ibrahim Saleh